# Iza (Spanyolország)
Iza település Spanyolországban, Navarra autonóm közösségben. Iza Imotz, Irurtzun, Arakil, OlloValle de Ollo-Ollaran, Juslapeña, Berrioplano, Olza és Orcoyen községekkel határos. Lakosainak száma 1380 fő (2024).

## Népesség
A település népessége az elmúlt években az alábbi módon változott:
| Lakosok száma | 694  | 754  | 905  | 982  | 1134 | 1156 | 1192 | 1235 | 1328 | 1380 |
|               | 2001 | 2004 | 2007 | 2009 | 2012 | 2014 | 2017 | 2019 | 2022 | 2024 |